# Космос 573
Космос 573 е съветски безпилотен космически кораб от типа „Союз“. Това е кораб № 36 от модификацията Союз 7К-Т. Това е вторият от серията тестови полети на модификацията, предвидена за обслужване на орбиталните станции от типа Алмаз.

## Полет
Космическият кораб „Космос 573“ е изстрелян на 15 юни 1973 година с ракета-носител „Союз“ (индекс – 11А511, сериен номер – С15000-27) от стартова площадка № 1 на космодрума „Байконур“.
Програмата предвиждала две безпилотни изпитания на апаратите от този тип, предназначен основно за обслужване на орбиталните съветски станции. В сравнение с предишната модификация Союз 7КТ-ОК в тази екипажът от трима е намален до двама души, облечени в скафандри. Едва след двата безпилотни полета се планира пилотиран. По време на продължилия около 2 денонощия полет са извършени тестове на всички системи на кораба. Мисията приключва успешно.
При този старт корабът вече няма монтирани слънчеви панели, както се предижда и в следващите кораби от типа „Союз 7К-Т“.